# Berghia marcusi
Berghia marcusi is een slakkensoort uit de familie van de Aeolidiidae. De wetenschappelijke naam van de soort is voor het eerst geldig gepubliceerd in 2008 door Dominguez, Troncoso & García.